# KkStB 77
Die kkStB 77 war eine Güterzug-Schlepptenderlokomotivreihe der österreichischen k.k. Staatsbahnen kkStB, deren Lokomotiven ursprünglich von der Prag-Duxer Eisenbahn (PD) stammten.
Die PD beschaffte diese vierfach gekuppelten Güterzuglokomotiven 1884 (5 Stück) und 1886 (3 Stück) von der Lokomotivfabrik Floridsdorf.
Im Wesentlichen handelt es sich bei diesen acht Maschinen um etwas kleinere 73er der kkStB (kleinere Zylindermaße, kleinere Räder, ...).
Nach der Verstaatlichung der PD 1892 bezeichnete sie die kkStB als 77.01–08.
Nach dem Ersten Weltkrieg kamen die acht Lokomotiven dieser Reihe zur ČSD, die sie als Reihe 403.2 einordnete.
1938 kamen alle acht als 55 7121–7128 zur Deutschen Reichsbahn. Sie waren der Reichsbahndirektion Oppeln zugeteilt und waren im Betriebswerk Zauchtel stationiert. 1945 kamen sie wieder zur ČSD zurück und wurden erst 1955 ausgemustert.